# Giro del Friuli 1999
Il Giro del Friuli 1999, venticinquesima edizione della corsa, si svolse il 30 agosto 1999 su un percorso di 199 km, con partenza da Cividale del Friuli e arrivo a Gorizia. La vittoria fu appannaggio dell'italiano Davide Rebellin, che completò il percorso in 4h58'41", alla media di 39,975 km/h, precedendo i connazionali Ivan Basso e Danilo Di Luca.

## Ordine d'arrivo (Top 10)
| Pos. | Corridore            | Squadra                        | Tempo    |
| ---- | -------------------- | ------------------------------ | -------- |
| 1    | Davide Rebellin      | Polti                          | 4h58'41" |
| 2    | Ivan Basso           | Riso Scotti-Vinavil            | a 0'20"  |
| 3    | Danilo Di Luca       | Cantina Tollo-Alexia Alluminio | s.t.     |
| 4    | Andrea Ferrigato     | Alessio-Ballan                 | a 0'23"  |
| 5    | Maurizio De Pasquale | Amore & Vita-Beretta           | a 0'28"  |
| 6    | Mauro Gianetti       | Vini Caldirola-Sidermec        | s.t.     |
| 7    | Aleksandr Šefer      | Riso Scotti-Vinavil            | s.t.     |
| 8    | Fabio Baldato        | Alessio-Ballan                 | a 1'53"  |
| 9    | Luca Mazzanti        | Cantina Tollo-Alexia Alluminio | s.t.     |
| 10   | Igor Pugaci          | Saeco-Cannondale               | s.t.     |